# 汪应辰
汪應辰（1118年—1176年），初名洋，字聖錫，江西玉山人，宋代官員。中国历史上最年轻的状元。学者称玉山先生。高宗绍兴五年进士第一。除秘书省正字。因疏奏忤秦桧，出通判建州、袁州、静江府、广州，流落岭峤者十七年。桧死，始还朝。刚方正直，遇事敢谏。以敷文殿直学士充四川制置使、知成都府，甚有政声。入为吏部尚书，寻兼翰林学士并侍读，所撰制诰温雅典实。在朝多革弊事，得罪中贵，以端明殿学士出知平江府。复连贬官秩，遂辞官家居。卒谥文定。少受知于喻樗，又从吕本中、胡安国、张栻、吕祖谦游，学问博综，精通义理。有《文定集》。

## 生平
父為弓手，不識字。生於宋徽宗政和元年（1118年），是朱熹從表叔，幼時聰穎，十歲能詩，從喻樗、張九成游。喻樗以女妻之。紹興五年（1135年）中狀元，時年十八，宋高宗以天聖八年狀元王拱辰年實相似，改賜名應辰，宰相趙鼎為其取字聖錫。授鎮東軍簽判，召為秘書省正字，時秦檜主和議，汪應辰上疏主張抗金，出京通判建州（今福建建甌），“蓬蒿滿徑，一室蕭然，飲粥不繼，人不堪其憂”，“處之裕如也，益以修身講學為事”。
秦檜死後，召為吏部郎官。官至吏部尚書兼翰林學士並侍讀。晚年以端明殿學士知平江府（今江蘇蘇州）。孝宗淳熙三年（1176年）為韓玉譖之，遂以平江米綱有歉貶秩，氣病而卒。諡文定。今傳《文定集》二十四卷。

## 延伸阅读
[在维基数据编辑]
 《宋史·卷387》，出自脱脱《宋史》
 在维基共享资源阅览影像